# Mobilna telefonija
Mobilna telefonija je komunikacijski sistem, ki zagotavlja mobilne storitve, saj temelji na uporabi radijskih frekvenc in omogoča uporabo telekomunikacijskih storitev z mobilnim telefonom brez žične povezave s telefonskim omrežjem. S prvimi mobilnimi telefoni je bilo mogoče opravljati le govorne klice, pozneje tudi pošiljanje kratkih tekstovnih sporočil (SMS), fotografiranje, snemanje videoposnetkov, predvajanje glasbe, poslušanje radia, igranje iger ipd. ter v povezavi z nadgrajenimi mobilnimi omrežji še pošiljanje multimedijskih sporočil (MMS), videotelefonijo, mobilno e-pošto, dostop do spleta, mobilno TV, mobilno plačevanje in bančništvo, navigacijo ipd. Zaradi vedno večjega števila negovornih mobilnih storitev se izraz mobilna telefonija že nadomešča z izrazom mobilne telekomunikacije. Mobitel, d. d., danes vodilni operater mobilnih telekomunikacij, je bil  ustanovljen l. 1991, da zagotovi razvoj mobilnih telekomunikacij in izgradi mobilno omrežje v RS.
Prvo generacijo mobilnih  telekomunikacij je predstavljal analogni sistem NMT, ki se je pojavil v 80. letih 20. st. v Skandinaviji.  Kmalu so ga vzpostavile še druge države, tudi Mobitel je začel svoje delovanje s sistemom NMT. Ker pa sistemi med seboj niso bili združljivi, so l. 1987 največji svetovni telekomunikacijski operaterji podpisali pogodbo o vzpostavitvi globalnega sistema za mobilne komunikacije (GSM), ki uporabnikom omogoča gostovanje v omrežjih številnih operaterjev po vsem svetu. Sistem GSM pripada drugi generaciji mobilnih telekomunikacij, uporablja digitalni prenos zvoka, sporočil in drugih podatkov. Prvo GSM-omrežje je začelo v Evropi delovati l. 1991, v RS pa l. 1996. Tehnološki razvoj je nato omogočil še paketni prenos podatkov GPRS, v RS uveden l. 2001. Nadaljnji razvoj tehnologije je prinesel nov mobilni telekomunikacijski sistem (UMTS), ki predstavlja  tretjo generacijo mobilnih telekomunikacij in omogoča hkraten prenos besedila, slik in zvoka, videotelefonijo ter uporabo vrste novih storitev, v RS so sistem UMTS zagnali že l. 2003. Z nadgradnjo omrežja GSM/UMTS z novimi tehnologijami (HSPA) so prenosne hitrosti vedno večje. V svetu pa razvijajo že četrto generacijo (LTE), ki bo s še hitrejšim prenosom podatkov prenesla poudarek mobilnih telekomunikacij z govornih na negovorne storitve.